# Vaszary Gábor
Vaszary Gábor (Budapest, 1897. július 1. – Lugano, 1985. május 22.) magyar író, újságíró, forgatókönyvíró. Vaszary János színész, író és Vaszary Piri színésznő bátyja.

## Életpályája
Festeni tanult a Képzőművészeti Főiskolán Vaszary Jánosnál, majd abbahagyva tanulmányait, újságíró lett. 1921-ben a Szinyei Merse Pál Társaság jutalomban részesítette. 1924-től Párizsban élt, ahol lapoknál volt rajzoló. 1932-ben tért haza. Mint regényíró és humorista nagy népszerűségre tett szert; derűs hangú írásait többnyire maga illusztrálta. 1947-ben emigrált, Svájcban telepedett le. Rövid ideig a Szabad Európa Rádió munkatársaként dolgozott.

## Munkássága
Cikkei, regényei saját illusztrációival jelentek meg. Sorra jelentek meg népszerű regényei. Monpti című regényét 28 nyelvre fordították le, háromszor filmesítették meg. Állítólag a német nyelvű kiadások példányszáma elérte a kétmilliót. Színházakban is játszották német nyelven. Színpadon Magyarországon is feltűnt a Monpti, sőt egyes előadásaiban állítólag maga Vaszary játszotta a főhőst, míg a női főszerepet az író nagy szerelme, Gervay Marica alakította. Amellett, hogy nagy sikerű regényeket írt és kiválóan rajzolt, Vaszary Gábor újságíróként is jelentős szerepet vállalt az 1930-as és 1940-es években. Kiállt a kulturális élet szélsőjobb oldal felé orientálódó képviselőivel szemben. Elbeszéléseket és színdarabokat is írt.

## Családja
Szülei Vaszary Gábor (1866–1932) fővárosi főjegyző és Csipka Auguszta (1876–?). Apai nagyapja, Vaszary Mihály (Keszthely, 1827. július 13. – Kaposvár, 1892. augusztus 13.) volt, aki fiatal korában uradalmi ispán, majd Kaposváron tanár lett, apai nagyanyja hosszufalusi Szabó Kornélia volt. Dédapjának, Vaszary Antal (Keszthely, 1797. július 16. – ?) szűcsmesternek a féltestvére, Vaszary Kolos esztergomi érsek volt. 

## Színházi művei
A Színházi Adattárban regisztrált bemutatóinak száma íróként: 36.
- A meztelen lány (1946, 1948, 2004)
- Az ördög nem alszik (1946, 1948, 1987, 1990, 1992, 2001–2002, 2011)
- Őszinteség (1946)
- Ő vagy ő? (1947)
- Bubus (1948–1949, 1982, 1985, 1991, 1998, 2004, 2009)
- Meztelen hazugság (1949)
- Ki van odafenn? (1986)
- Potyautas (1991, 1994)
- Ki a harmadik? (1993)
- A hölgy vetkőzik (1995)
- Klotild néni (1997)
- Ez is nászéjszaka? (2002)
- A vörös bestia (2005–2006)
- Ránk fér... (2006)
- Kakasülő (2008)

## Művei
- Mesekönyv (1928)

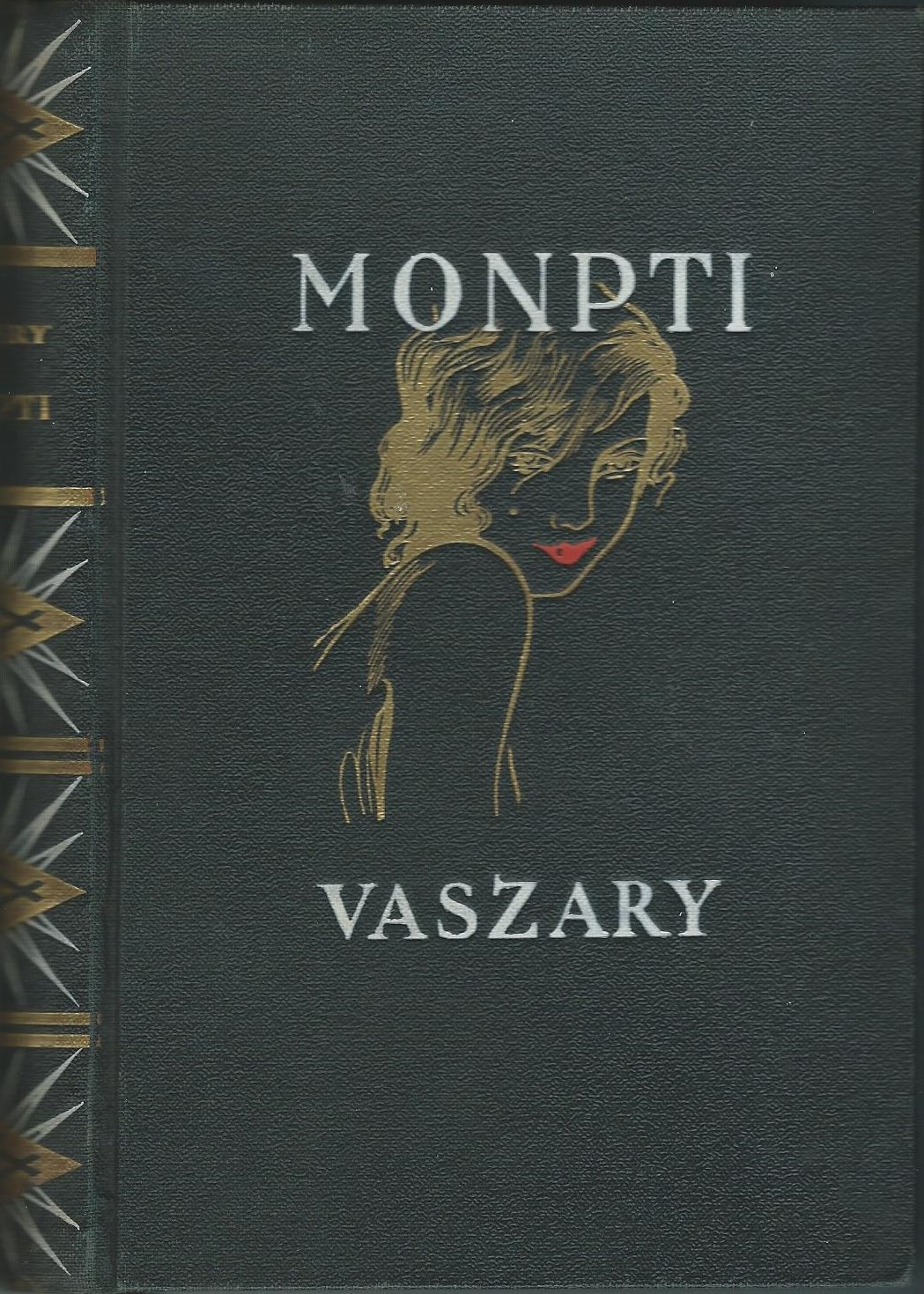
Monpti c. regénye 1937-es Nova Irodalmi Intézetes kiadásának borítója

- Monpti, ill. a szerző (regény, 1934)
- Ő, ill. a szerző (regény, 1935)
- Csak te!; Nova, Bp., regény, 1936
- Vigyázz, ha jön a nő, ill. a szerző (regény, 1936)
- Amiről a férjek álmodoznak (1937)
- Ketten Párizs ellen (regény, 1938)
- Kislány a láthatáron (regény, 1939)
- A szőkékkel mindig baj van (1939)
- Hárman egymás ellen (1939)
- Szegény fiatalok. Regény; Singer és Wolfner, Bp., 1939
- Az ördög nem alszik (regény, 1940)
- A nő a pokolban is úr (1940)
- Tavaszi eső (regény, 1941)
- Kain (1942)
- Tíz deka boldogság. Regény; Nova, Bp., 1942
- Alszik az Isten (regény, 1943)
- Volt egyszer (regény, 1943)
- Kuki (regény, németül, 1963)
- Pók. Regény; ill. a szerző; Kárpát, Cleveland, 1979
- Édesanyánk. Regény; ill. a szerző; Kárpát, Cleveland, 1980

## Filmjei
- Tokaji rapszódia (1937)
- Mámi (1937)
- Mai lányok (1937)
- Végre! (1941)
- Egy éjszaka Erdélyben (1941)
- Az ördög nem alszik (1941)
- Bubus (1943)
- Makkhetes (1944)
- Boldoggá teszlek (1944)
- Monpti (1957)